# Sandspit (Nouvelle-Zélande)
Sandspit est un village de la région d’Auckland dans l’Île du Nord de la Nouvelle-Zélande.

## Situation
Il est situé sur la péninsule de Mahurangi (en), à environ 65 kilomètres au nord du centre d’Auckland.
Le secteur a connu une augmentation importante du prix des propriétés durant les deux premières décennies du XXIe siècle.

## Transports
Un ferry circule plusieurs fois par jour de Sandspit vers l’Île Kawau.
Le service de ferry entre Sandspit et Kawau a commencé en 1934, avec un bateau qui fut (probablement plus tard) dénommé Nancibel[l],.
En 1950, le Nancibel fut remplacé par le Mairie et Kawau Isle.
Brick Bay, qui est adjacente à Sandspit, dispose d'un sentier de sculptures le long d'un chemin de deux kilomètres traversant du bush endémique, des champs et des étangs.

## Démographie
Statistics New Zealand décrit Sandspit comme un village rural, qui couvre 3,46 km2 et a une population estimée à 520 habitants en juin 2024 avec une densité de population de 150 personnes par km2.
La localité de Sandspit est une partie de la zone statistique plus large de Sandspit.
La localité de Sandspit avait une population de 525 habitants lors du recensement néo-zélandais de 2018, en augmentation de 39 personnes (8,0 %) depuis le recensement néo-zélandais de 2013, et une augmentation de 96 personnes (22,4 %) depuis le recensement de 2006 en Nouvelle-Zélande.
Il y avait 228 logements, comprenant 267 hommes et 264 femmes, donnant un sexe-ratio de 1,01 homme pour une femme, avec 54 personnes (10,3 %) âgées de moins de 15 ans, 42 personnes (8,0 %) âgées de 15 à 29 ans, 228 personnes (43,4 %) âgées de 30 à 64 ans et 207 personnes (39,4 %) âgées de 65 ans ou plus.
L’ethnicité était pour 96,0 % européens/Pākehās, 2,3 % Maoris, 2,3 % personnes du Pacifique, 1,1 % d’origine asiatique et 2,3 % d’une autre ethnicité.
Les personnes peuvent s’identifier avec plus d’une ethnicité en fonction de l’origine de leur parenté.
Bien que certaines personnes choisissent de ne pas répondre à la question du recensement concernant leur affiliation religieuse, 56,0 % n’ont aucune religion, 35,4 % sont chrétiens, 1,1 % sont hindouistes et 0,6 % sont bouddhistes.
Parmi ceux âgés d’au moins 15 ans, 132 personnes (28,0 %) ont une licence ou un degré universitaire supérieur et 51 personnes (10,8 %) n’ont aucune qualification formelle.
111 personnes (23,6 %) gagnent plus de 70 000 $ comparé avec les 17,2 % au niveau national.
Le statut d’emploi de ceux de plus de 15 ans d’âge était pour 183 [personnes (38,9 %) un emploi à plein temps, pour 90 personnes (19,1 %) un temps partiel et 6 personnes(1,3 %) sont sans emploi .

### Zone statistique de Sandspit
La zone statistique de Sandspit, qui inclut le secteur situé entre la localité et celle de Warkworth, couvre une superficie de 22,25 km2 et a une population estimée a 1 010 habitants en juin 2024 avec une densité de population de 45 résidents par km2.

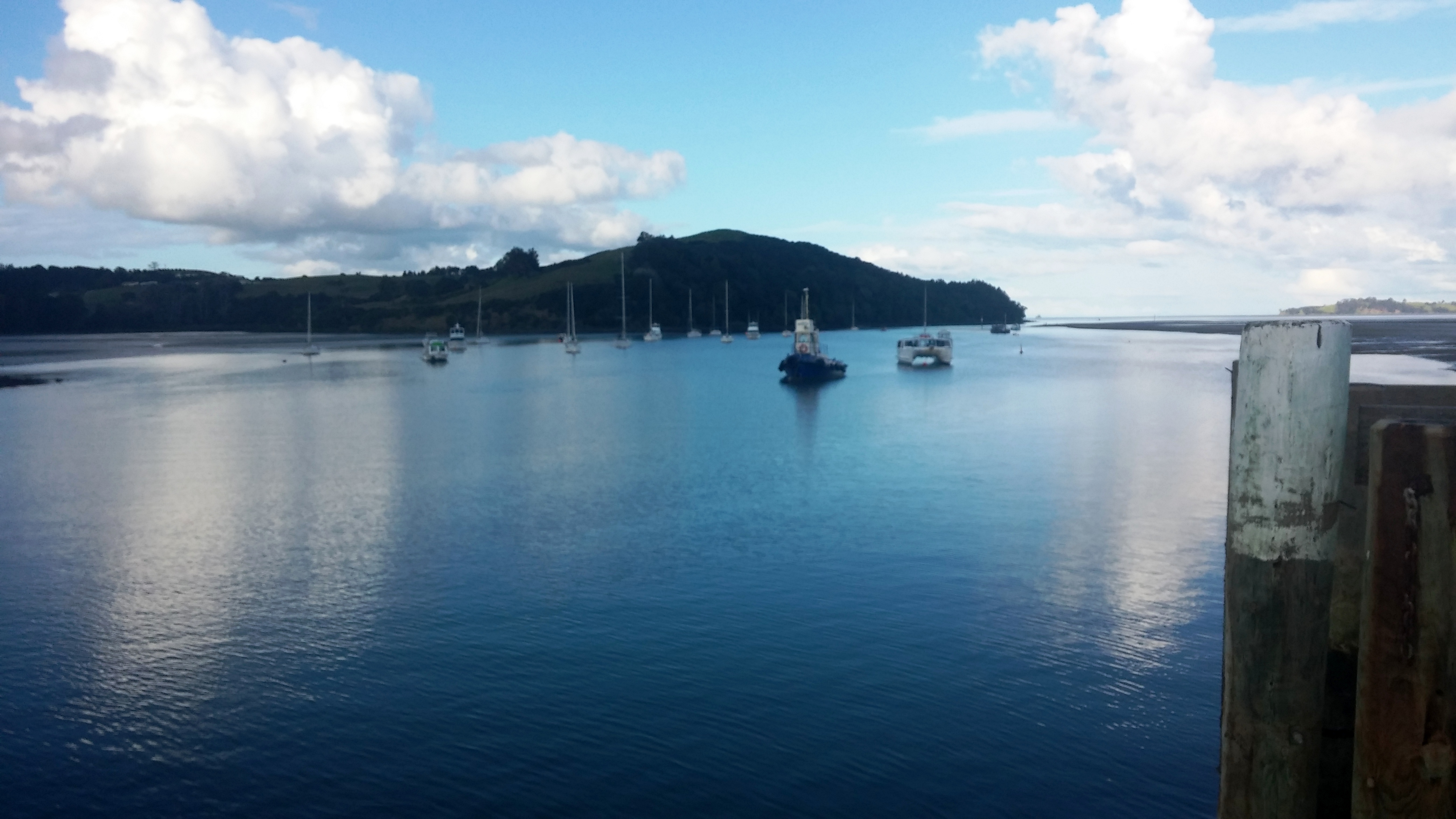
Vue de la baie de Kawau à partir de Sandspit

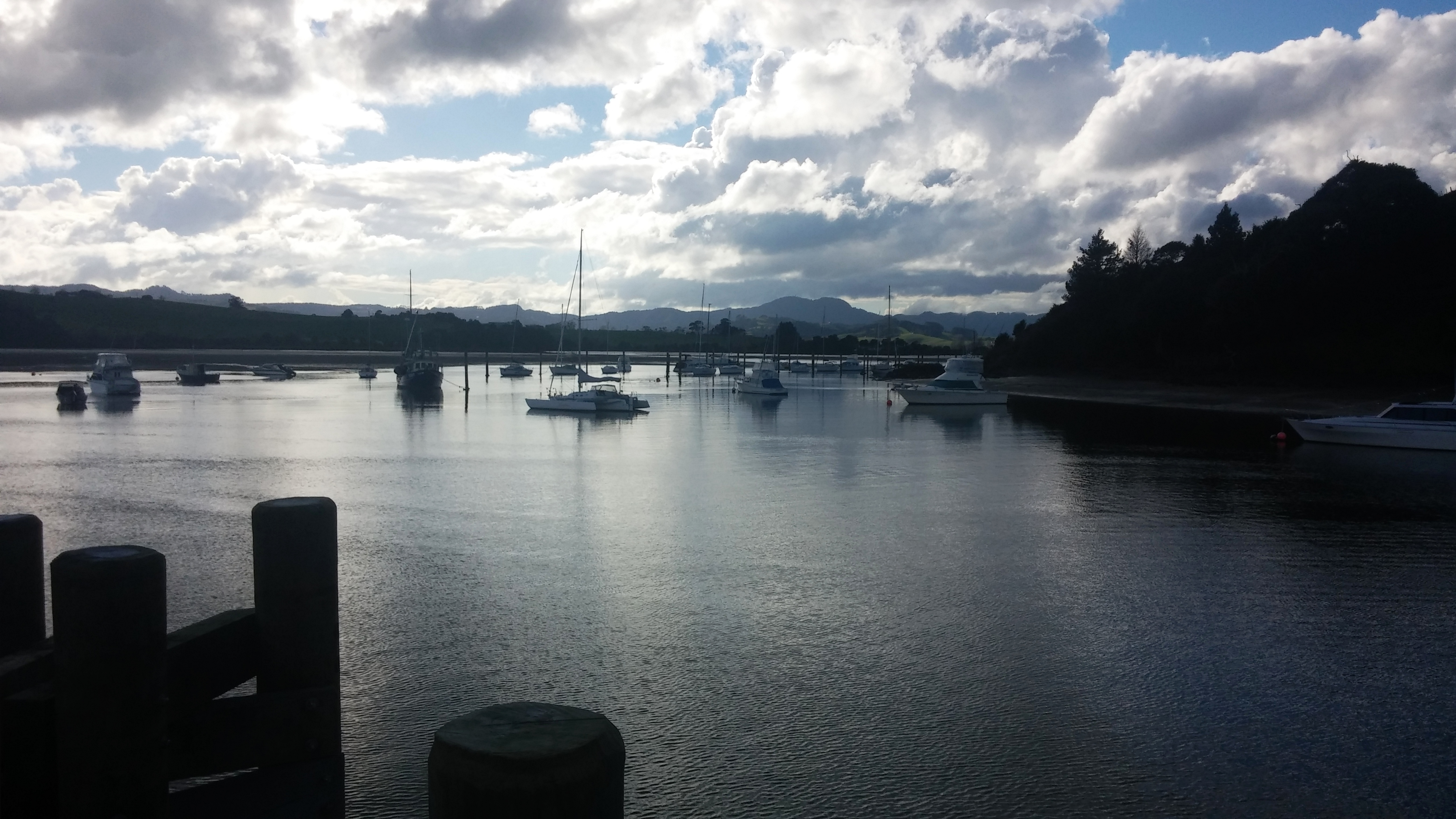
Vue de la baie de Kawau à partir du quai de Sandspit

Le secteur étendu de Sandspit avait une population de 969 personnes lors du recensement néo-zélandais de 2018, en augmentation de 90 personnes (10,2 %) depuis le recensement néo-zélandais de 2013, en augmentation de 168 personnes (21,0 %) depuis celui de 2006. Il y avait 393 logements, comprenant 486 hommes et 483 femmes, donnant un sexe-ratio de 1,01 homme pour une femme.
L’âge médian était de 54,7 ans (comparé avec les 37,4 ans au niveau national), avec 123 personnes (12,7 %) âgées de moins de 15 ans, 114 personnes (11,8 %) âgées de 15 à 29 ans, 426 personnes (44,0 %) âgées de 30 à 64 ans et 306 personnes(31,6 %) âgées de 65 ans ou plus.
L'ethnicité était pour 95,4 % européens/Pākehās, 3,4 % Maoris, 2,2 % issus de peuples du Pacifique, 1,2 % d’origine asiatique et 2,2 % d’une autre ethnicité.
Les personnes peuvent s’identifier de plus d’une ethnicité en fonction de l’origine de leurs parents.
Le pourcentage de personnes nées outre-mer était de 26,9 %, comparé avec les 27,1 % au niveau national.
Bien que certaines personnes choisissent de ne pas répondre à la question du recensement concernant leur affiliation religieuse, 57,0 % n’ont aucune religion, 33,7 % sont chrétiens, 0,6 % sont hindouistes, 0,3 % sont bouddhistes et 0,9 % ont une autre religion.
Parmi ceux d’au moins 15 ans d’âge, 234 personnes (27,7 %) ont une licence ou un degré universitaire supérieur et 96 personnes (11,3 %) n’ont aucune qualification formelle.
Le revenu médian était de 37 300 $, comparé avec les 31 800 $ au niveau national. 201 personnes (23,8 %) gagnaient plus de 70 000 $ comparé avec les 17,2 % au niveau national.
Le statut d’emploi de ceux d’au moins 15 ans d’âge était pour 363 personnes (42,9 %) un emploi à plein temps, pour 165 personnes (19,5 %) un temps partiel et 9 personnes (1,1 %) étaient sans emploi.